# Putování tučňáků
Putování tučňáků (francouzsky La Marche de l'Empereur, francouzská výslovnost: [lamaʁʃ dəlɑpʁœʁ]) je francouzský celovečerní dokumentární film režírovaný Lucem Jacquetem. V hlavních rolích jsou tučňáci císařští, kteří putují cestou plnou nástrah, aby donesli potravu svým mláďatům, a tak bojovali o přežití vlastního druhu.
Natáčení probíhalo v průběhu jednoho roku okolí francouzské základny Dumont d'Urville v Adélině zemi.

## Film
Na podzim všichni dospělí tučňáci (staří pět a více let) opouští oceán, jejich normální stanoviště a putují do vnitrozemí, hnízdiště svých předků. Tam se tučňáci účastní námluv a jsou-li úspěšné, vylíhne se mládě. Pro přežití mláděte musí v průběhu následujících kritických měsíců oba rodiče podstoupit několik namáhavých a nebezpečných cest mezi oceánem a hnízdištěm.

## Soundtrack
Na natáčení soundtracku se podílela francouzská umělkyně Émilie Simon, která vydala své stejnojmenné album La Marche de l'Empereur.